# Керкинское бекство
Керкинское бе́кство или Керкинский вилайет (туркм. Kerki begligi / Kerki welaýaty) — административная единица в составе Бухарского эмирата, на территории современной Туркмении. Административным центром являлся Керки.
Как административная единица появилась во второй половине XIX века, когда территория Бухарского эмирата была разбита на 28 бекств и 9 туманов. Был заселен туркменами.
На территории Керкинского бекства возле города Керки располагалось русское поселение, имевшее полувоенный характер. В поселении находились различные учреждения, в том числе таможня с Афганистаном. Появлению поселения способствовали строительство и эксплуатация в конце XIX века Закаспийской железной дороги. По данным переписи населения 1897 года русское поселение в городе Керки насчитывало 4132 человека, из них 3679 мужчин и 453 женщины. На марше в городе Керки располагался Керкинский гарнизон, размещавшийся в барже «Петербург» Амударьинской военной флотилии. По данным переписи населения 1897 года команда нижних чинов и новобранцев гарнизона составляла 400 человек. Также в городе Керки размещался Туркменский пограничный надзор отдельного корпуса пограничной стражи включавший Керкинскую дистанцию и штаб (222 человека); 1-4 роты 9-го Туркменского линейного батальона (1240 человек); казармы, швальня, охотничья, учебная, нестроевая, писарская и музыкальная команды 14-го Туркменского линейного батальона (191 человек), 19-й Туркменский линейный батальон (660 человек), нижние чины полицейской команды (21 человек).
Начиная с 1893 года по поручению туркестанского генерал-губернатара Кауфмана на территории Керкинского бекства начали распространяться посевы американского сорта хлопчатника.
Бекство прекратило существование после ликвидации Бухарского эмирата 2 сентября 1920 года и образования Бухарской народной советской республики. После образования Туркменской Советской Социалистической Республики территории вошли в 1924 году в состав Керкинского округа.